# Nazira Abdula

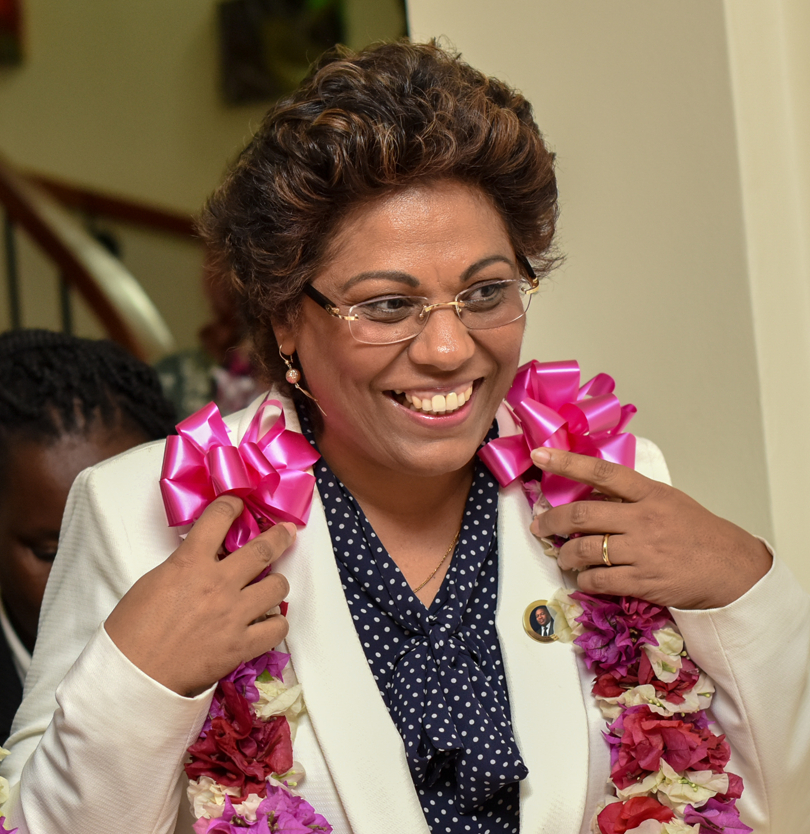
Nazira Abdula (2018)

Nazira Karimo Vali Abdula, kurz Nazira Abdula, (* 1969 in Nampula, Provinz Nampula, Portugiesisch-Ostafrika) ist eine mosambikanische Kinderärztin und Politikerin (FRELIMO). Seit 19. Januar 2015 leitet Abdula das Gesundheitsressort im Kabinett Nyusi I.

## Leben

### Ausbildung
Nazira Abdula wurde 1969 in der nordmosambikanischen Stadt Nampula geboren. Sie studierte Medizin an der Universidade Eduardo Mondlane und spezialisierte sich auf Pädiatrie. Sie absolvierte eine Post-Graduierung am Maputoer Zentralkrankenhaus, u. a. mit einem Arbeitsaufenthalt am Hospital de São João in Porto.

### Stationen in verschiedenen Krankenhäusern Mosambiks
Nach ihrer Ausbildung arbeitete Abdula von 1993 bis 1997 am Krankenhaus von Mavalane (Maputo). Dort leitete sie unter anderem das Malaria-Programm für den Stadtteil. Während der Cholera-Epidemie in Maputo im Jahr 1997 leitete Abdula die Cholera-Station am Maputoer Zentralkrankenhaus.
Von 2004 bis 2006 besuchte Abdula die Flinders University in Adelaide (Australien), um dort einen Master-Abschluss im Bereich Ernährungswissenschaft zu erwerben. Nach ihrer Rückkehr nach Mosambik zog sie nach Beira (Provinz Sofala), wo sie die Leitung des Zentralkrankenhauses der Stadt übernahm. Im Juli 2008 sandte das Gesundheitsministerium Abdula in ihre Heimatstadt Nampula, wo sie bis 2010 das dortige Zentralkrankenhaus leitete.

### Ruf ins Kabinett
Im Mai 2010 berief Staatspräsident Armando Guebuza Abdula nachträglich zur stellvertretenden Gesundheitsministerin, unter der Leitung von Gesundheitsminister Paulo Garrido, in sein Kabinett. Nach der Wahl von Filipe Nyusi zum Staatspräsidenten im Oktober 2014 berief dieser sie zur leitenden Ministerin für Gesundheit in seinem Kabinett. Als Prioritäten ihrer Amtszeit nannte Abdula den Medikamentenmangel und die schlechte Patientenbetreuung in den staatlichen Krankenhäusern.